# 斯特靈海茨 (密西根州)
斯特靈海茨，或譯史特林高地（Sterling Heights）是美國密西根州馬科姆縣的一個城市。面積95平方公里，2006年人口127,991人，是該州第四大城市。